# Hydraecia plumbosa
Hydraecia plumbosa là một loài bướm đêm trong họ Noctuidae.